# Prowler (Worlds of Fun)
Prowler in Worlds of Fun (Kansas City, Missouri, USA) ist eine Holzachterbahn des Herstellers Great Coasters International, die am 2. Mai 2009 eröffnet wurde.
Die 8 Mio. US-Dollar teure Bahn besitzt eine Länge von 937 m und erreicht eine Höhe von 31,2 m. Die Höchstgeschwindigkeit beträgt 82,4 km/h. Somit ist Prowler nur minimal langsamer als die erste Holzachterbahn des Parks, Timber Wolf.

## Züge
Prowler besitzt zwei Züge vom Modell Millennium Flyer mit jeweils zwölf Wagen. In jedem Wagen können zwei Personen (eine Reihe) Platz nehmen.